# Alcatraz Lighus
Alcatraz Lighus er et lighus på Alcatraz Island, der ligger to kilometer ud for kysten ved San Francisco. Det er placeret på øens nordvestlige side, halvvejs mellem vandtårnet og spisesalen, nedenfor fængselsgården.

## Arkitektur
Lighuset blev bygget i 1910 af det amerikanske militær på et sted, hvor der var en indgang til en tunnel, som blev brugt af soldaterne i 1870'erne til at krydse til den modsatte side af øen. Det er beskrevet som et udtryk for et af de enkleste udtryk for den arkitektoniske missionsstil på Alcatraz. Lighusets dør er mintgrøn og aflåst. Undersøgelsesbordet er nu dækket af mos og i dårlig stand.

## Galleri
- Lighusets ydre
- Døre
- Indenfor

## Brug
Det er kun dokumenteret, at lighuset er blevet brugt én gang; nemlig da en afdød fange blev opbevaret i det natten over, da liget ikke kom med den sidste båd til fastlandet om dagen. Undersøgelsesbordet blev aldrig brugt til at udføre en obduktion.
I den amerikanske hærs tid på øen blev afdøde officerer overført til Angel Island, hvor der var en militær kirkegård på Angel Island, men efter dens lukning i begyndelsen det 20. århundrede, blev de bragt til den nationale kirkegård i San Francisco. Mens Alcatraz-øen blev brugt som statsfængsel fra 1934 til 1963, blev afdøde indsatte ført til ligsyn på fastlandet.

## Eksterne links
- Video

37°49′N 122°25′V / 37.817°N 122.417°V